# Teracotona wittei
Teracotona wittei là một loài bướm đêm thuộc phân họ Arctiinae, họ Erebidae.